# Alice contre-attaque
 (décembre 2012).
Si vous disposez d'ouvrages ou d'articles de référence ou si vous connaissez des sites web de qualité traitant du thème abordé ici, merci de compléter l'article en donnant les références utiles à sa vérifiabilité et en les liant à la section « Notes et références ».
Alice contre-attaque (Holly's Heroes) est une série télévisée dramatique australienne et néo-zélandaise diffusée à partir du 9 avril 2005 sur Nine Network et TVNZ.
En Ontario, elle a été diffusée à partir du 6 septembre 2007 sur TFO, et en France à partir du 1er septembre 2007 sur Planète Juniors.

## Distribution
- Dominique Crawford (VQ : Geneviève Désilets) : Holly McKenzie
- Kane McNay (VQ : Nicholas Savard L'Herbier) : Nick Fraser
- Greta Larkins (VQ : Aline Pinsonneault) : Jacinta Peterson
- Jared Daperis (en) (VQ : Xavier Dolan) : Ralph Owen
- Michael Harrison (VQ : Hugolin Chevrette) : Johnno Walsh
- Jessica Jacobs (VQ : Catherine Trudeau) : Emily Walsh
- Ben Schumann (en) (VQ : Éric Paulhus) : Franco Galluzo
- John Williams (VQ : Laurent-Christophe De Ruelle) : Parker
- Nicholas Colla (en) (VQ : Marc St-Martin) (VQ : Marc St-Martin) : Joel Peterson
- Virginia Ryan (en) (VQ : Annie Girard) : Patricia « Trish » Jenkins
- Stephany Avila (en) (VQ : Caroline Lamonde) : Eleanor « Scubi » Scubinski
- David Roberts (VQ : Tristan Harvey) : Alan Peterson
- Kirk Torrance (en) (VQ : François Trudel) : Tony McKenzie
- Michele Amas (VQ : Isabelle Miquelon) : Kate McKenzie
- Alan Hopgood (en) (VQ : Claude Préfontaine) : Max Peterson
- Anna Gelling (VQ : Célia Gouin-Arsenault) : Monique
- Virginia Wickham (VQ : Bianca Gervais) : Sandy
- Dwayne Abeyeseler : Sigh
- Naomi Davis : Flower
- Pamela Rabe : Mrs Racacelli
- Thomas Blackbule : Mitch
- Carolyn Bock : Mayor
- Anne Cordiner : Doctor Murphy
- Anna McCrossin-Owen : Judy
- Daniel Bernard : M. Pizza
- Nicholas Bell (en) : Mr Craword
- Paris Dagres : Briana
- Taneora Herbert-Kaiwai : Watene

 Source et légende : version québécoise (VQ) sur Doublage.qc.ca

## Épisodes
1. A Whole New Ball Game
2. Making the Grade
3. Home Court Advantage
4. Taking the Charge
5. Buzzer Beater
6. Three Man Weave
7. Crunch Time
8. Jungle Ball
9. Crossing the Line
10. The Away Game
11. Showtime
12. Fouled Out
13. Taking It to the Max
14. Fish and Championships
15. Coast-to-Coast
16. Dream Team
17. Create Your Own Shot
18. Free Agents
19. Boys Versus Girls
20. Show and Go
21. Double Team
22. Rejection
23. One on One
24. Hospital Pass
25. Stop the Clock
26. Nothing But Net